# Character Limit: How Elon Musk Destroyed Twitter
『Character Limit: How Elon Musk Destroyed Twitter』は、ニューヨーク・タイムズのジャーナリストであるケイト・コンガーとライアン・マックが執筆した2024年のノンフィクション書籍である。イーロン・マスクが実行し物議を醸したTwitterの買収の問題を扱っている。2024年9月17日にペンギン・グループから出版された。日本語訳版は未刊行。

## 本書の概要
『Character Limit』は、イーロン・マスクが440億ドルを投じて買収を実行した後のTwitter社の盛衰について記している。本書は、マスクの感情の不安定さを紹介し、マスクの様々な活動が、Twitter社の急激な企業評価の低下や、プラットフォーム上でモデレーションのないヘイトスピーチ、誤情報、白人ナショナリズムなどの再燃につながったことを強調している。
著者のコンガーとマックは、マスクのTwitter社買収が正式に決定した際のサンフランシスコのTwitter本社での夜の出来事を詳細に記述している。Twitter本社は2つの異なる建物で構成されており、大きな建物とその背後にある小さな建物がブリッジで繋がっているが、2022年10月26日の夜、小さな建物でマスクが幹部たちと買収書類に署名する一方で、大きな建物ではTwitter社の従業員たちが仕事を失う可能性を考えて泣いていたという。また、別の項目では、マスクがTwitter社の清掃スタッフを削減し、Twitter社の従業員たちに自分のトイレットペーパーを職場に持参することを強制したと記されている。